# 索姆皮-塔于尔
索姆皮-塔于尔（法語：Sommepy-Tahure，法語發音：[sɔmpi tayʁ]）是法国马恩省的一个市镇，属于香槟沙隆区。该市镇于1950年由原市镇索姆皮（Sommepy）和塔于尔（Tahure）合并而成。

## 地理
索姆皮-塔于尔（49°15'7"N, 4°33'27"E）面积68.24 平方千米，位于法国大東部大區马恩省，该省份为法国东北部内陆省份，北起阿登省，西北接埃纳省，西南接塞纳-马恩省，南至奥布省，东南接上马恩省，东临默兹省。
与索姆皮-塔于尔接壤的市镇（或旧市镇、城区）包括：欧尔、芒尔、格拉特勒伊、米诺库尔-勒梅尼勒莱叙尔吕、鲁夫鲁瓦-里蓬、圣玛丽阿皮、苏安-佩尔特莱叙尔吕。

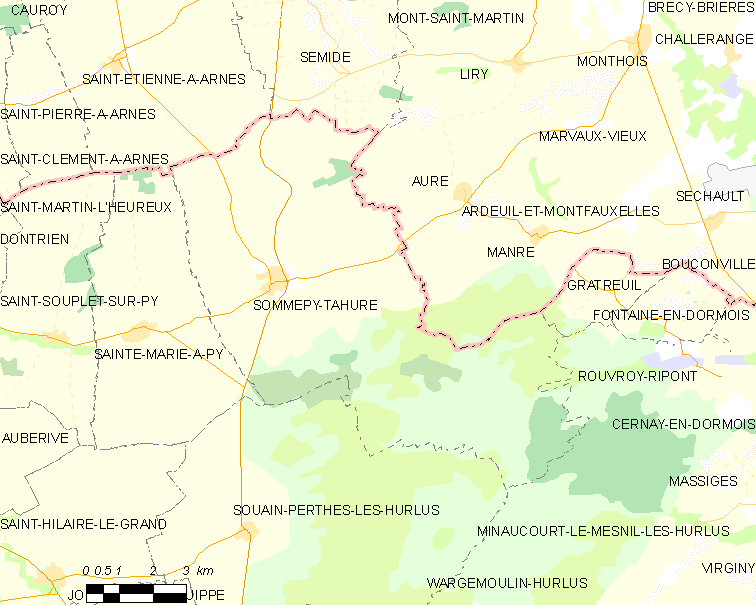
索姆皮-塔于尔的OSM定位图

索姆皮-塔于尔的时区为UTC+01:00、UTC+02:00（夏令时）。

## 行政
索姆皮-塔于尔的邮政编码为51600，INSEE市镇编码为51544。

## 政治
索姆皮-塔于尔所属的省级选区为阿戈讷-叙普-韦勒县。

## 人口

1962-2008年间索姆皮-塔于尔人口变化图示

索姆皮-塔于尔于2022年1月1日时的人口数量为656人。